# آوردگاه زمین
آوردگاه زمین (به انگلیسی: Battlefield Earth) فیلمی محصول سال ۲۰۰۰ آمریکا به کارگردانی راجر کریستین است. در این فیلم بازیگرانی همچون جان تراولتا، بری پیپر، فارست ویتاکر، سابینه کارسنتی، کیم کواتس، ریچارد تایسون ،کلی پرستون و مایکل بایرنه ایفای نقش کرده‌اند. این فیلم با وجود بودجه کلان ۷۳ میلیون میلیون دلاری تنها ۲۹ میلیون دلار فروش کرد. همچین جان تراولتا در سال ۲۰۰۰ برنده جایزه تمشک طلاییبرای این فیلم شد.

## داستان
در سال ۳۰۰۰ میلادی، جانی گودبوی تایلر در کوه‌های راکی همراه با گروهی از غارنشینان زندگی می‌کند که از «شیاطین» حاکم بر زمین وحشت دارند. جانی به داستان‌های آن‌ها شک دارد و به مناطق پست می‌رود. در آنجا، شکارچیان کارلو و راک شهری متروکه و پوشیده از گیاهان را به او نشان می‌دهند. در حین جستجو در آنجا، جانی توسط شیاطین دستگیر می‌شود. این شیاطین در واقع گونه‌ای بیگانهٔ ظالم به نام سایکلوها هستند که او را به‌عنوان برده به پایگاهی در ویرانه‌های دنور می‌برند. این پایگاه با یک گنبد عظیم پوشیده شده که برای سایکلوها جوی قابل تنفس فراهم می‌کند. جانی با زیرکی خود احترام دیگر بردگان انسانی و توجه ترل، رئیس امنیتی رده‌بالای پایگاه روی زمین، را جلب می‌کند.
ترل از یک ناظر بازدیدکننده می‌شنود که مأموریت موقت او در زمین به دلیل توهین به یک سیاستمدار به‌طور نامحدود تمدید شده است. او که به‌شدت مایل به ترک زمین است، نقشه‌ای را با دستیارش کر می‌ریزد. آن‌ها از یک ذخیره طلای تازه کشف‌شده در منطقه‌ای با سطوح بالای تشعشع مطلع هستند. طلا برای سایکلوها ارزشمند است، اما ترکیب جوی آن‌ها در برابر تشعشع منفجر می‌شود. ترل و کر تصمیم می‌گیرند انسان‌ها را آموزش دهند تا طلا استخراج کنند و ترل قصد دارد بخشی از طلا را برای رشوه دادن و ترک سیاره استفاده کند.
ترل جانی را به دستگاه یادگیری سایکلوها متصل می‌کند که زبان و فناوری آن‌ها را به سرعت به او آموزش می‌دهد. جانی این دانش را با دیگر بردگان به اشتراک می‌گذارد، در حالی که آن را از ترل و کر مخفی می‌کند. پس از یک تلاش ناموفق برای فرار، ترل او را به کتابخانهٔ دنور می‌برد تا به او نشان دهد که دانش انسان‌ها در برابر سایکلوها هیچ ارزشی ندارد. جانی با خواندن اعلامیه استقلال آمریکا الهام می‌گیرد و تصمیم می‌گیرد نه‌تنها فرار کند، بلکه زمین را بازپس بگیرد. نامزد جانی، کریسی، در حین جستجو برای او دستگیر شده و به قلاده‌ای انفجاری مجهز می‌شود. ترل به جانی می‌گوید که او کشته خواهد شد اگر جانی از دستورات سرپیچی کند.
با این باور که بردگان تسلیم شده‌اند، ترل با تهدید مدیر سیاره، اجازهٔ راه‌اندازی عملیات استخراج طلا را می‌گیرد. جانی آموزش بیشتری برای خلبانی دریافت می‌کند و با تیمی به محل استخراج اعزام می‌شود. او نیمی از تیم را برای تظاهر به کار استخراج می‌گذارد، در حالی که نیم دیگر سلاح‌های متروکهٔ انسانی را جمع‌آوری کرده و از ذخایر طلای فورت ناکس طلا برمی‌دارند تا به‌عنوان تولید استخراج نشان دهند. کر به تحریک جانی تلاش می‌کند تا ترل را برای دریافت سهم بیشتری از طلا تهدید کند، اما ترل این تلاش را شناسایی کرده و دست کر را قطع می‌کند.
انسان‌ها قیام خود را آغاز می‌کنند و به پایگاه حمله می‌کنند. آن‌ها با استفاده از جت‌های هریر به دفاع هوایی سایکلوها حمله کرده و با مواد منفجره گنبد حفاظتی پایگاه را از بین می‌برند. ترل دستور اعدام تمامی انسان‌ها را صادر می‌کند و به سیارهٔ اصلی سایکلوها اطلاع می‌دهد که نیروی نابودگر به زمین منتقل شود. در حین فعال شدن دستگاه انتقال، جانی با ترل درگیر می‌شود و قلادهٔ انفجاری کریسی را به بازوی ترل متصل کرده و او را فریب می‌دهد تا آن را منفجر کند. برادر سمی، میکی، با یک بمب هسته‌ای از طریق دستگاه انتقال به سیارهٔ سایکلوها سفر می‌کند. تابش ناشی از انفجار، جو سیاره را نابود کرده و کل سیاره را منفجر می‌کند.
در فورت ناکس، جانی به ترل که اکنون اسیر است، طعنه می‌زند و می‌گوید که سایکلوهای بازمانده برای آزادی او هر بهایی خواهند پرداخت، چرا که نقشهٔ او به شکست آن‌ها منجر شده است. کر موافقت می‌کند که فناوری سایکلوها را به انسان‌ها آموزش دهد و همراه با آن‌ها خوشحال می‌شود.